# Стерлинг Сити (Тексас)
Стерлинг Сити (енгл. Sterling City) град је у америчкој савезној држави Тексас. По попису становништва из 2010. у њему је живело 888 становника.

## Демографија
Према попису становништва из 2010. у граду је живело 888 становника, што је 193 (17,9%) становника мање него 2000. године.
| Група             | 2000.       | 2010.       |
| Белци             | 715 (66,1%) | 531 (59,8%) |
| Афроамериканци    | 1 (0,1%)    | 13 (1,5%)   |
| Азијати           | 0 (0,0%)    | 0 (0,0%)    |
| Хиспаноамериканци | 360 (33,3%) | 324 (36,5%) |
| Укупно            | 1.081       | 888         |